# محرك السيارات

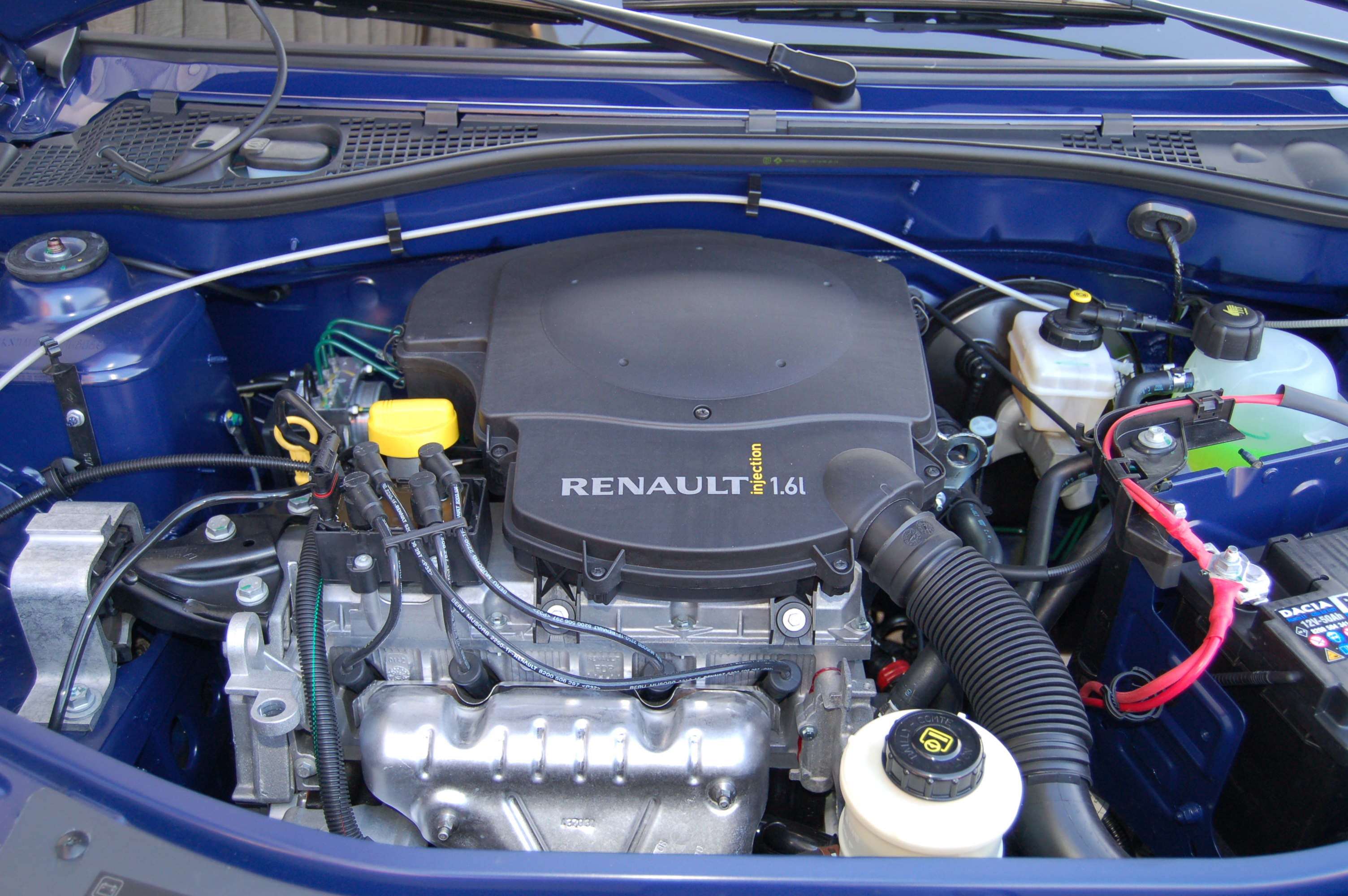
محرك إحتراق داخلى، 1.6 لتر، محرك بترولى

منذ عام 2013 وهناك ثورة كبيرة جدا في أنظمة الدفع المتاحة أو التي من المحتمل أن تكون متاحة للسيارت والمركبات الأخرى. الخيارات تشمل محركات الإحتراق الداخلى المستخدمة للوقود  مثل البترول، الديزل، البروبان أو الغاز الطبيعى، المركبات الهجينة و السيارات الكهربائية. السيارت المستخدمة للوقود لها ميزة أكبر حيث أن السيارات الكهربائية تستخدم بطاريات ذو تكلفة عالية. 

## التطورات الحديثة
استخدام التكنولوجيا العالية للتطوير بواسطة اليابانيين والأوربيين أعطى لهم ميزة أكبر من المصنعيين الصينيين الذين منذ عام 2013 وهم ليدهم ميزانيات منخفضة للتطوير.

## الخصائص
الميزة الأساسية لمحرك السيارة بالمقارنة مع المحركات الثابتة أو محركات السفن هي نسبة القدرة إلى الوزن. يمكن تحقيق هذا باستخدام سرعة دوران عالية.

## تاريخ
في السنوات الأخيرة كانت هناك محاولات لإنتاج محركات البخار وا لمحركات الكهربية. في القرن العشرين 20 أصبح محرك الاحتراق الداخلى هو المهيمن. في 2015 ظل محرك الاحتراق الداخلى واسع الانتشار ولكن المحركات الكهربية أيضا كانت قد ظهرت مجددا بسبب غازات العادم التي تطلقها محركات الاحتراق الداخلى.